# Caratê nos Jogos Europeus de 2023
Os eventos de Caratê nos Jogos Europeus de 2023 na Polônia foram disputados nos dias 22 e 23 de junho de 2023 na Bielsko-Biała Arena, em Bielsko-Biała. Ao todo, 96 atletas de 33 Comitê Olímpico Nacionais participaram em 12 eventos, divididos equitativamente em 6 competições entre ambos os gêneros, nas modalidades: kata e kumite.

## Nações participantes
Ao todo, 33 CONs tiveram atletas classificados em ao menos um evento. Entre parênteses encontra-se representado a quantidade de atletas.
- Albânia (1)
- Armênia (1)
- Áustria (1)
- Azerbaijão (8)
- Bélgica (1)
- Bósnia e Herzegovina (1)
- Bulgária (1)
- Croácia (1)
- Chipre (1)
- Chéquia (1)
- Dinamarca (1)
- Finlândia (1)
- França (3)
- Geórgia (2)
- Alemanha (5)
- Reino Unido (1)
- Grécia (6)
- Hungria (2)
- Israel (1)
- Itália (9)
- Luxemburgo (1)
- Montenegro (1)
- Países Baixos (2)
- Macedônia do Norte (1)
- Polónia (12)
- Portugal (2)
- Roménia (1)
- Eslováquia (1)
- Espanha (5)
- Suécia (1)
- Suíça  (3)
- Turquia (9)
- Ucrânia (7)

## Qualificação
| CON                  | Masculino | Masculino | Masculino | Masculino | Masculino | Masculino |      | Feminino | Feminino | Feminino | Feminino | Feminino | Feminino | Total |
| CON                  | Kata      | -60 kg    | -67 kg    | -75 kg    | -84 kg    | +84 kg    | Kata | -50 kg   | -55 kg   | -61 kg   | -68 kg   | +68 kg   |          | Total |
| -------------------- | --------- | --------- | --------- | --------- | --------- | --------- | ---- | -------- | -------- | -------- | -------- | -------- | -------- | ----- |
| Albânia              |           |           |           |           | X         |           |      |          |          |          |          |          | 1        |       |
| Armênia              |           |           |           |           |           |           |      |          |          |          | X        |          | 1        |       |
| Áustria              |           |           |           |           |           |           |      | X        |          |          |          |          | 1        |       |
| Azerbaijão           |           | X         | X         | X         |           | X         |      | X        | X        |          | X        | X        | 8        |       |
| Bélgica              |           |           |           | X         |           |           |      |          |          |          |          |          | 1        |       |
| Bósnia e Herzegovina |           |           |           |           |           | X         |      |          |          |          |          |          | 1        |       |
| Bulgária             |           |           |           |           |           |           |      |          | X        |          |          |          | 1        |       |
| Croácia              |           |           |           |           | X         | X         |      |          |          |          |          | X        | 3        |       |
| Chipre               |           |           |           |           |           |           |      | X        |          |          |          |          | 1        |       |
| Chéquia              |           |           |           |           |           |           | X    |          |          |          |          |          | 1        |       |
| Dinamarca            |           |           |           |           |           |           | X    |          |          |          |          |          | 1        |       |
| Finlândia            |           |           |           |           |           |           |      |          |          |          |          | X        | 1        |       |
| França               | X         |           |           |           |           |           | X    |          |          |          | X        |          | 3        |       |
| Geórgia              |           |           |           |           | X         | X         |      |          |          |          |          |          | 2        |       |
| Alemanha             |           | X         |           |           |           |           |      | X        | X        | X        |          | X        | 5        |       |
| Reino Unido          |           |           |           | X         |           |           |      |          |          |          |          |          | 1        |       |
| Grécia               |           | X         | X         |           | X         | X         | X    |          |          |          |          | X        | 6        |       |
| Hungria              | X         |           | X         |           |           |           |      |          |          |          |          |          | 2        |       |
| Israel               |           | X         |           |           |           |           |      |          |          |          |          |          | 1        |       |
| Itália               | X         | X         |           | X         | X         |           |      | X        | X        | X        | X        | X        | 9        |       |
| Luxemburgo           |           |           |           |           |           |           |      |          | X        |          |          |          | 1        |       |
| Montenegro           | X         |           |           |           |           |           |      |          |          |          |          |          | 1        |       |
| Países Baixos        |           |           |           |           | X         |           |      |          |          | X        |          |          | 2        |       |
| Macedônia do Norte   |           |           | X         |           |           |           |      |          |          |          |          |          | 1        |       |
| Polónia              | X         | X         | X         | X         | X         | X         | X    | X        | X        | X        | X        | X        | 12       |       |
| Portugal             |           |           |           | X         |           |           | X    |          |          |          |          |          | 2        |       |
| Roménia              |           |           | X         |           |           |           |      |          |          |          |          |          | 1        |       |
| Eslováquia           |           |           |           |           |           |           |      |          |          | X        |          |          | 1        |       |
| Espanha              | X         |           |           |           |           | X         | X    |          |          |          | X        | X        | 5        |       |
| Suécia               |           |           |           |           |           |           |      |          |          | X        |          |          | 1        |       |
| Suíça                | X         |           | X         |           |           |           |      |          |          |          | X        |          | 3        |       |
| Turquia              | X         | X         | X         | X         |           | X         | X    | X        | X        | X        |          |          | 9        |       |
| Ucrânia              |           | X         |           | X         | X         |           |      | X        | X        | X        | X        |          | 7        |       |
| Total: 33 CONs       | 8         | 8         | 8         | 8         | 8         | 8         | 8    | 8        | 8        | 8        | 8        | 8        | 96       |       |

## Resumo de medalhas

### Masculino
| Event           | Ouro                           | Prata                            | Bronze                       |
| --------------- | ------------------------------ | -------------------------------- | ---------------------------- |
| Kata individual | Damián Quintero · Espanha      | Ali Sofuoğlu · Turquia           | Yuki Ujihara · Suíça         |
| Kata individual | Damián Quintero · Espanha      | Ali Sofuoğlu · Turquia           | Mattia Busato · Itália       |
| Kumite −60 kg   | Eray Şamdan · Turquia          | Christos-Stefanos Xenos · Grécia | Angelo Crescenzo · Itália    |
| Kumite −60 kg   | Eray Şamdan · Turquia          | Christos-Stefanos Xenos · Grécia | Nikita Filipov · Ucrânia     |
| Kumite −67 kg   | Tural Aghalarzade · Azerbaijão | Dionysios Xenos · Grécia         | Ştefan Comănescu · Roménia   |
| Kumite −67 kg   | Tural Aghalarzade · Azerbaijão | Dionysios Xenos · Grécia         | Miłosz Sabiecki · Polónia    |
| Kumite −75 kg   | Andrii Zaplitnyi · Ucrânia     | Daniele De Vivo · Itália         | Erman Eltemur · Turquia      |
| Kumite −75 kg   | Andrii Zaplitnyi · Ucrânia     | Daniele De Vivo · Itália         | Quentin Mahauden · Bélgica   |
| Kumite −84 kg   | Alvin Karaqi · Albânia         | Brian Timmermans · Países Baixos | Michał Bąbos · Polónia       |
| Kumite −84 kg   | Alvin Karaqi · Albânia         | Brian Timmermans · Países Baixos | Michele Martina · Itália     |
| Kumite +84 kg   | Anđelo Kvesić · Croácia        | Sem medalhista                   | Asiman Gurbanli · Azerbaijão |
| Kumite +84 kg   | Anđelo Kvesić · Croácia        | Sem medalhista                   | Gogita Arkania · Geórgia     |

### Feminino
| Event           | Ouro                         | Prata                     | Bronze                           |
| --------------- | ---------------------------- | ------------------------- | -------------------------------- |
| Kata individual | Paola García · Espanha       | Helvétia Taily · França   | Georgina Xenou · Grécia          |
| Kata individual | Paola García · Espanha       | Helvétia Taily · França   | Ana Cruz · Portugal              |
| Kumite −50 kg   | Bettina Plank · Áustria      | Erminia Perfetto · Itália | Irene Kontou · Chipre            |
| Kumite −50 kg   | Bettina Plank · Áustria      | Erminia Perfetto · Itália | Serap Özçelik Arapoğlu · Turquia |
| Kumite −55 kg   | Anzhelika Terliuga · Ucrânia | Ivet Goranova · Bulgária  | Jennifer Warling · Luxemburgo    |
| Kumite −55 kg   | Anzhelika Terliuga · Ucrânia | Ivet Goranova · Bulgária  | Tuba Yakan · Turquia             |
| Kumite −61 kg   | Reem Khamis · Alemanha       | Anita Serogina · Ucrânia  | Alessandra Mangiacapra · Itália  |
| Kumite −61 kg   | Reem Khamis · Alemanha       | Anita Serogina · Ucrânia  | Gülbahar Gözütok · Turquia       |
| Kumite −68 kg   | Irina Zaretska · Azerbaijão  | Elena Quirici · Suíça     | Anita Makyan · Armênia           |
| Kumite −68 kg   | Irina Zaretska · Azerbaijão  | Elena Quirici · Suíça     | Alizée Agier · França            |
| Kumite +68 kg   | Johanna Kneer · Alemanha     | Clio Ferracuti · Itália   | Kyriaki Kydonaki · Grécia        |
| Kumite +68 kg   | Johanna Kneer · Alemanha     | Clio Ferracuti · Itália   | María Torres · Espanha           |